# Hukok
Hukok (hébreu : חוּקוֹק) est un kibboutz créé en 1945.

## Géographie
Situé près des villes de Safed, de Tibériade et du lac du même nom, le kibboutz d'Hukok est placé sous la juridiction du Emek HaYarden Regional Council. En 2008 sa population était de 279 habitants. Le pilier qui a donné son nom au Nahal Amud se trouve à proximité du village construit sur le plateau qui domine les falaises de l'oued.

## Histoire
Le kibboutz d'Hukok est créé le 11 juillet 1945 près du village palestinien de Yaquq et du site antique d'Huqoq, emplacement funéraire supposé du prophète Habacuc. Yaquq est vidé de sa population en 1948 et rasé en 1968.
Le kibboutz est fondé par d'anciens membres du Palmah, diplômés de l'école d'agriculture Mikvé-Israël et membres du mouvement de jeunesse HaNoar HaOved VeHaLomed, et par des immigrants des pays francophones (France et Afrique du Nord) et d'Amérique du Sud.

## Économie
Outre l'agriculture, l'économie du kibboutz comprend une usine de plasturgie, Hukok Industries.

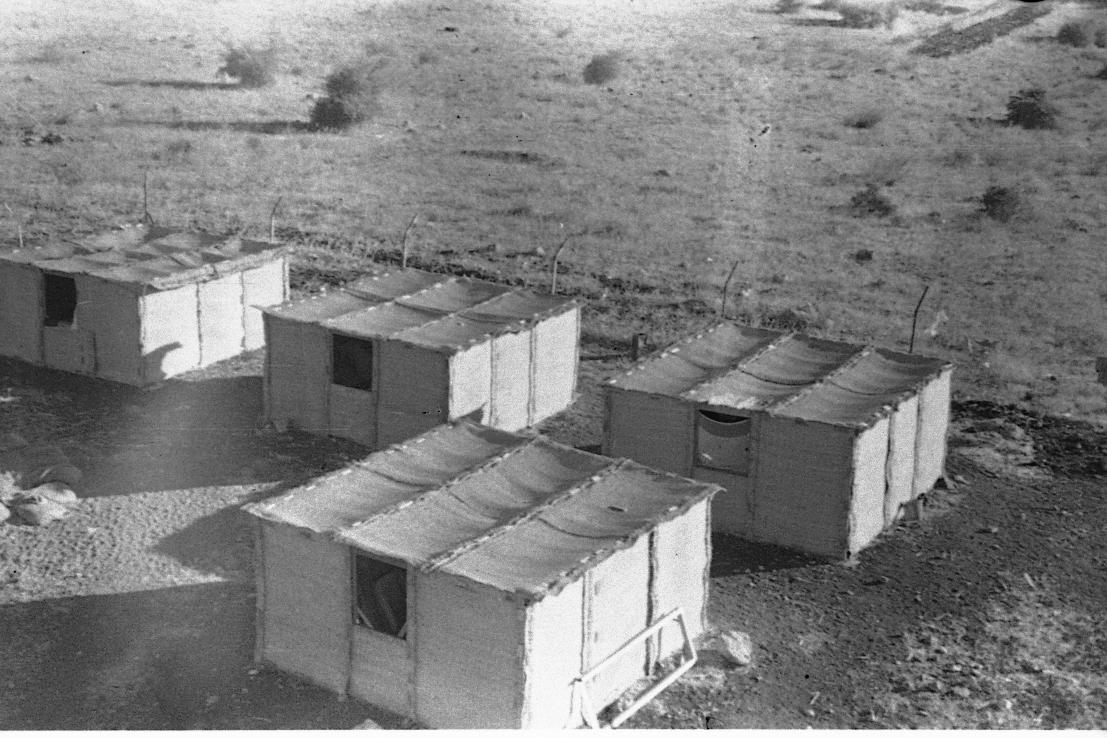
Les tentes de la fondation d'Hukok
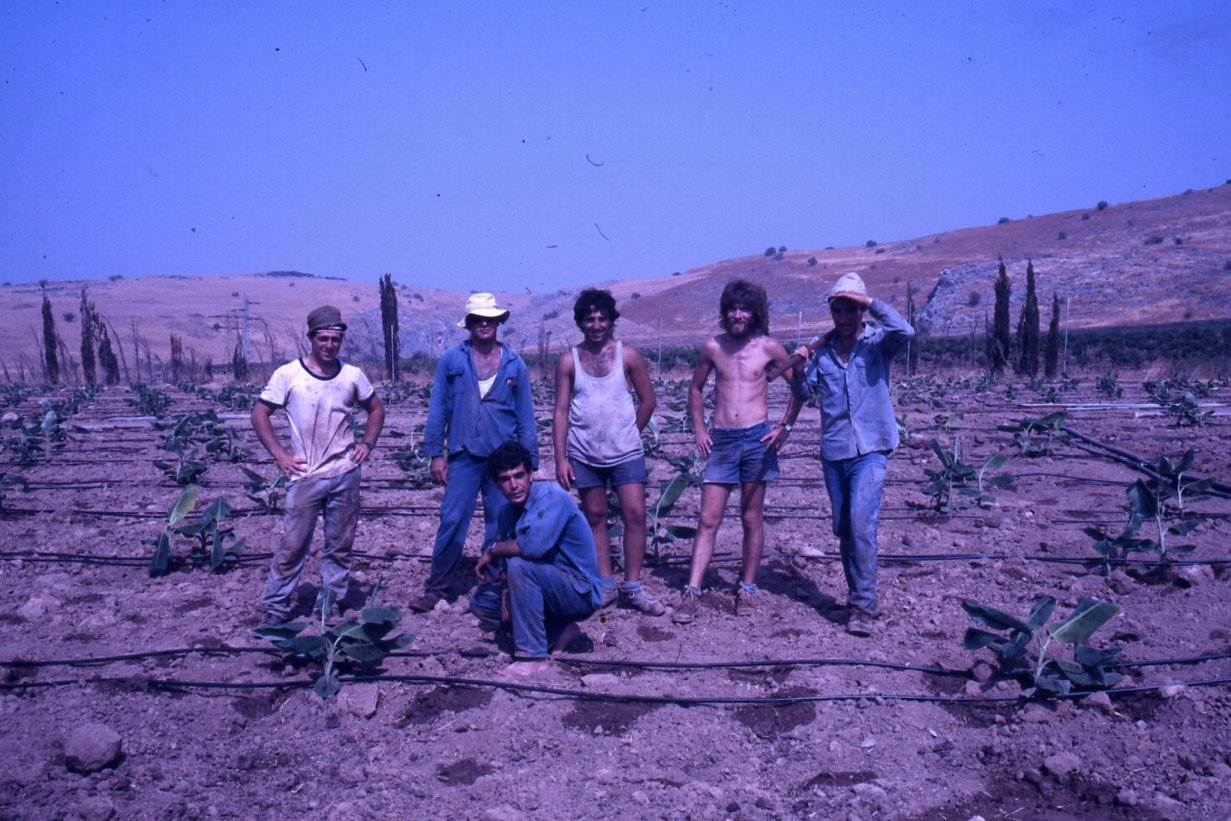
Plantation de bananiers dans les années 1980
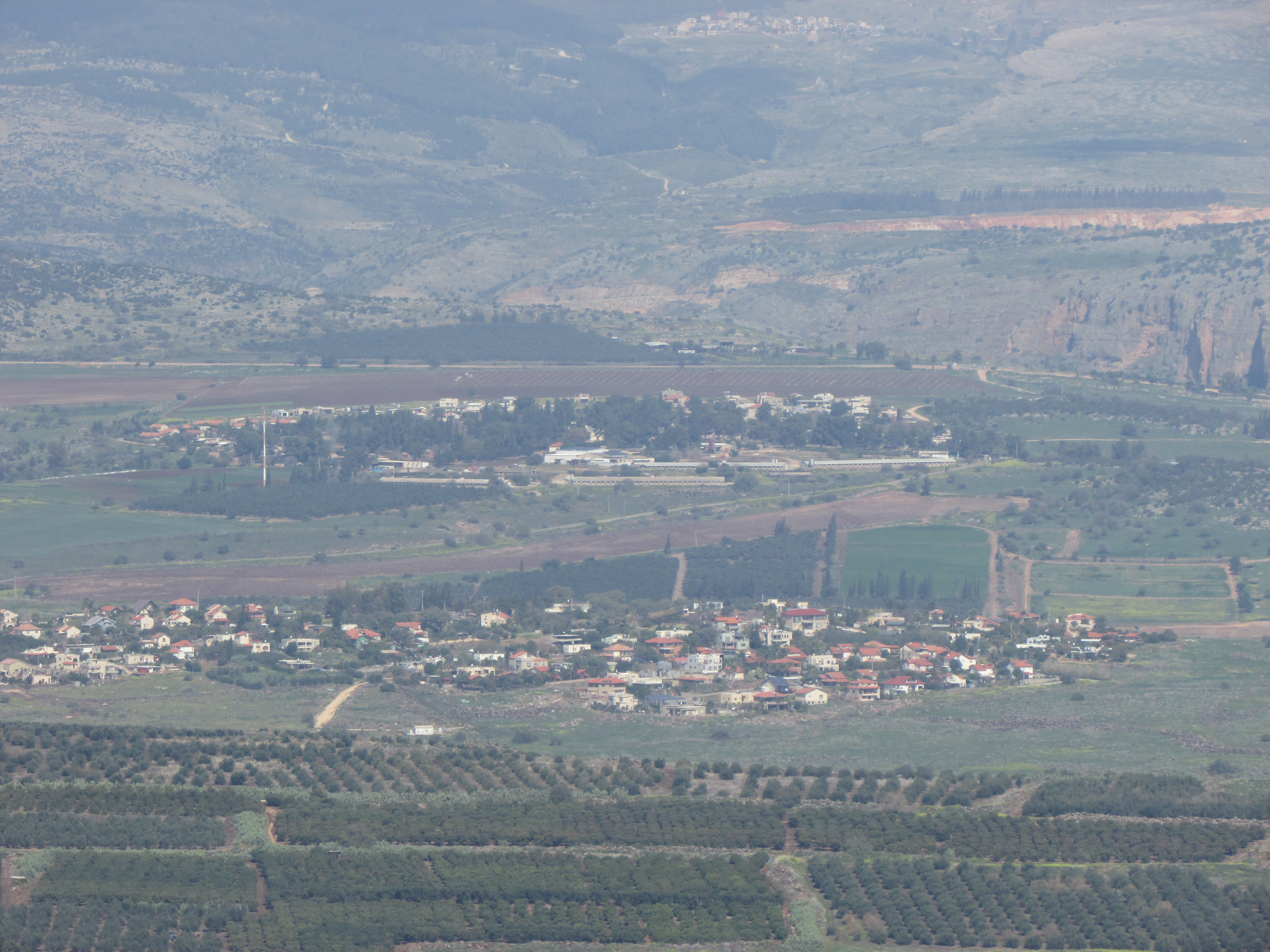
Vue générale du kibboutz d'Hukok (au 2e plan)
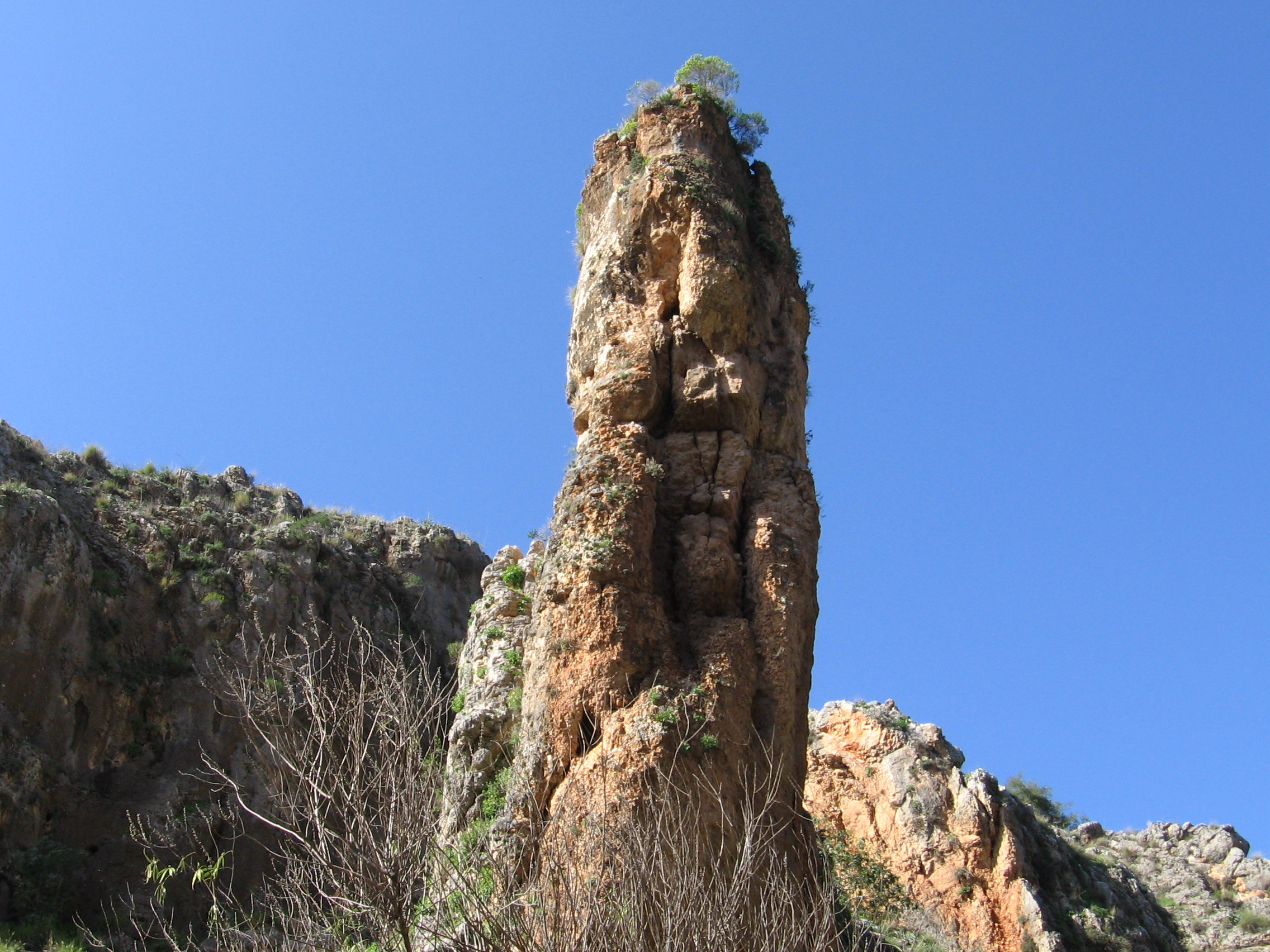
Le pilier à l'origine du nom du Nahal Amud